# John L. Schoolcraft
John Lawrence Schoolcraft (* 1804 in Albany, New York; † 7. Juli 1860 in St. Catharines, Kanada) war ein US-amerikanischer Politiker. Zwischen 1849 und 1853 vertrat er den Bundesstaat New York im US-Repräsentantenhaus.

## Werdegang
John Lawrence Schoolcraft wurde Anfang des 19. Jahrhunderts in Albany geboren und wuchs dort auf. Er erhielt eine bescheidene Schulbildung. Danach ging er kaufmännischen Geschäften nach. Politisch gehörte er zu jener Zeit der Whig Party an. Bei den Kongresswahlen des Jahres 1848 für den 31. Kongress wurde er im 13. Wahlbezirk von New York in das US-Repräsentantenhaus in Washington, D.C. gewählt, wo er am 4. März 1849 die Nachfolge von John I. Slingerland antrat. Nach einer erfolgreichen Wiederwahl verzichtete er im Jahr 1852 auf eine erneute Kandidatur und schied nach dem 3. März 1853 aus dem Kongress aus. Nach seiner Kongresszeit wurde er zum Präsidenten der Commercial Bank in Albany gewählt und hielt diesen Posten von 1854 bis zu seinem Tod. Er schloss sich der Republikanischen Partei an. Als Delegierter nahm er 1860 an der Republican National Convention in Chicago teil. Er verstarb am 7. Juli 1860 auf den Rückweg nach Hause in St. Catharines und wurde dann auf dem Rural Cemetery in Albany beigesetzt.
Sein Haus in Guilderland, welches als John Schoolcraft House bekannt ist, wurde am 10. November 1982 in die Liste des National Register of Historic Places aufgenommen.